# 安德烈亚·斯特拉
安德烈亚·斯特拉（義大利語：Andrea Stella，1971年2月22日—），是一名意大利一级方程式赛车工程师，目前担任迈凯伦车队的车队领队。

## 教育
安德烈亚·斯特拉毕业于意大利罗马大学的航空航天工程学专业，并且在罗马的C.E.I.M.M.（海洋流体动力实验中心）进行了实验论文。

## 职业生涯
2000年，安德烈亚·斯特拉加入法拉利车队，在测试团队里担任性能工程师。2002年起，他开始为迈克尔·舒马赫担任其性能工程师，直到2006年舒马赫退役。此后他成为基米·莱科宁的性能工程师，并在2009年成为他的赛事工程师。2010年，费尔南多·阿隆索加入法拉利，斯特拉成为他的赛事工程师。2014年赛季结束后，阿隆索离开法拉利加盟迈凯伦车队，而斯特拉也随其从法拉利离职。任职法拉利期间，意大利摩托车手瓦伦蒂诺·罗西曾测试过法拉利的一级方程式赛车，斯特拉在此期间还担任过罗西的赛道工程师。
2015年，安德烈亚·斯特拉加入迈凯伦车队，担任车队赛事运营总管。2018年，他被提升为性能总监。2019年，他被提升为车队的赛事总监。至此他与技术总监詹姆斯·基以及制造总监皮尔斯·蒂恩（Piers Thynne）成为了迈凯伦车队的三驾马车，由车队领队安德烈亚斯·塞德尔领导2022年12月，由于塞德尔加入索伯集团，斯特拉被迈凯伦任命为新的车队领队。